# Helicocyclina
Helicocyclina es un género de foraminífero bentónico considerado un sinónimo posterior de Helicolepidina de la subfamilia Helicolepidininae, de la familia Lepidocyclinidae, de la superfamilia Asterigerinoidea, del suborden Rotaliina y del orden Rotaliida. Su especie tipo es Helicolepidina paucispira. Su rango cronoestratigráfico abarcaba el Eoceno.

## Clasificación
Helicocyclina incluía a la siguiente especie:
- Helicocyclina paucispira †